# Jürgen Paulmann
Jürgen Paulmann Kemna (Kassel, 23 de enero de 1934-Santiago, 21 de septiembre de 2014) fue un empresario chileno de origen alemán.
Destacó por su intensa actividad en el sector comercio, área de negocios en la que se concentró desde que se avecindara en el sur de Chile, junto a su familia, a fines de la década de 1940. Fue fundador, gerente general y accionista mayoritario de la aerolínea local Sky Airline.

## Primeros años
Nació como el cuarto de los ocho hijos que tuvo el matrimonio conformado por el juez Karl Werner Paulmann Schoof y la dueña de casa Hilde Kemna. Entre sus hermanos destaca Horst, también empresario del sector minorista que en 2010 ingresó al ranking de revista Forbes de los hombres más ricos del planeta.
Siendo Jürgen aún un niño, vivió la toma como prisionero de su padre, quien era oficial de reserva y Sturmbannführer y quien más tarde huiría para evitar enfrentar su responsabilidad entre otras, en la muerte del ciudadano alemán Johannes Walter. En 1948, una vez finalizada la conflagración, la familia restante emigró primero a Austria y luego a Italia, pese a la estricta prohibición de movimiento dictada por las fuerzas de ocupación aliada.
Desde Milán pasaron a Génova, donde tomaron una embarcación que los trasladaría a Sudamérica, específicamente a Buenos Aires, Argentina, lugar en que se reencontrarían con el padre, fugitivo, a quien no veían desde 1941. En ese país laboró en una fábrica artesanal de muebles, donde aprendió el oficio de la carpintería.

### Llegada a Chile
Luego de dos años, pasó junto a su familia a La Unión, Chile, ciudad donde su padre asumió la administración del Club Alemán local. Él, por su parte, se vinculó a la Cooperativa Agrícola y Lechera de La Unión (Colún), oficiando como aprendiz en ventas, entre otros quehaceres, al tiempo que asistía por las noches a un liceo nocturno. Según su propia declaración, nunca terminó los estudios.[cita requerida]
Dos años después, los Paulmann se trasladaron a Temuco, donde su padre y el esposo de su hermana mayor habían comprado la quinta de recreo Las Brisas, un restaurante ubicado en la céntrica calle Rodríguez. Jürgen, por su parte, se trasladó al tiempo a Santiago a trabajar como aprendiz en el Hotel Crillón, uno de los más destacados del país por ese entonces. Terminada esta etapa regresó a Temuco.
En 1956, en conjunto con su hermano Horst, tomó la administración del restaurante familiar, al que le sumaron música en vivo y artistas traídos de la capital, aunque sin demasiado éxito.

### Ascenso en los negocios
En 1961, ya fallecido su padre y tras cerrar el restaurante, pasaron al negocio de la venta al por menor, bajo el naciente formato de supermercado. Una década más tarde Supermercados Las Brisas ya contaba con cinco puntos de venta distribuidos entre Concepción, Temuco y Valdivia. En 1974 levantaron un local más en Santiago y un autoservicio al por mayor PyP, en Avenida Santa Rosa. En 1975 iniciaron la construcción del primer Hipermercado Jumbo en Avenida Presidente Kennedy n.º 9001, en las inmediaciones de lo que hoy es el Mall Alto Las Condes, en Las Condes.
En 1976 optaron por separar las operaciones, manteniendo Jürgen la de Las Brisas y Horst la de Jumbo. Tres años más tarde, Jürgen ingresaría al negocio de venta mayorista a través de Abastecedora del Comercio (Adelco).
Tras vender Supermercados Las Brisas en USD 30 millones a Horst en 2004, concentró sus esfuerzos en otras áreas, como el transporte aéreo (al que había ingresado en 2001 con Sky Airline), la elaboración y distribución de galletas y helados (con Tip Top, Cookieman y Gelato's), la producción de berries y la exportación de carne, entre otras.
En 2010 el Congreso Nacional le concedió la nacionalidad chilena "por gracia".
Falleció a la edad de 80 años, la misma semana en que había cedido la gerencia general de Sky Airline a su hijo Holger.